# 鳳泉区
鳳泉区（ほうせん-く）は中華人民共和国河南省の新郷市に位置する市轄区。

## 行政区画
- 街道:宝西街道、宝東街道
- 鎮:大塊鎮、耿黄鎮
- 郷:潞王墳郷